# Didier Lockwood

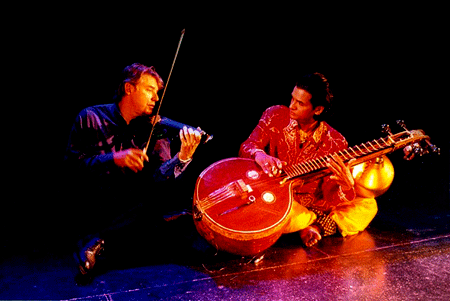
Didier Lockwood i Raghunath Manet (2004)

Didier Lockwood (ur. 11 lutego 1956 w Calais, zm. 18 lutego 2018) – francuski skrzypek jazzowy.

## Życiorys
Studiował muzykę poważną, ale porzucił konserwatorium w Calais w 1972, żeby założyć grupę progresywnego rocka wraz ze swoim bratem, Francisem, grającym na fortepianie. Zespół istniał trzy lata. Później występował m.in. ze Stéphane'em Grappellim, a w 1985 z Michałem Urbaniakiem. Występował też i nagrywał m.in. z takimi jazzmenami, jak Tony Williams, Jan Hammer, Philip Catherine, Dave Holland, Mike Stern, Peter Erskine, czy Biréli Lagrène. Jego gra nawiązuje do stylistyki takich skrzypków jazzowych, jak Stéphane Grappelli, Jean-Luc Ponty i Zbigniew Seifert.

## Dyskografia
- 1979 New World (D. Lockwood, G. Beck, N.-H. Ørsted Pedersen, T. Williams)
- 1980 Live in Montreux (D. Lockwood, B. Malach, Jan Hammer, M. Perru, B. Stief, G. Brown)
- 1980 You Better Fly Away – Clarinet Summit (J. Carter, P. Robinson, Theo Jörgensmann, G. Trovesi, J. F. Jenny-Clarke, E. Thelin, A. Romano)
- 1981 Fusion (D. Lockwood, C. Vander, J. Top, B. Widemann)
- 1981 The String Summit – One World In Eight (Krzesimir Dębski, John Blake, Barre Phillips, Christian Escoudé, Bo Stief, Wolfgang Dauner, Ack van Rooyen, Abdul Wadud, Harry Pepl, Pierre Favre, Fredy Studer): MPS Records – 0068.275
- 1982 Fasten Seat Belts (D. Lockwood, F. Lockwood, Jm Kadjan, K. Rust, B. Malach)
- 1983 The Kid (D. Lockwood, A. Johnson, R. Morales, D. Sancious, B. Finnerty, S. Thiam)

Didier Lockwood Group (D. Lockwood, Jm Kajdan, S. Marc, K. Rust, F. Lockwood)
- 1984 Catherine – Escoudé – Lockwood (D. Lockwood, C. Escoudé, P. Catherine)
- 1985 Out of the Blues (D. Lockwood, B. Hart, G. Beck, C. McBee)

Rythm'n Blue (D. Lockwood, M. Miller, L. White, M. Urbaniak, Ran Blake)
- 1986 Uzeb-Lockwood Absolutely Live & Quartet (D. Lockwood, A. Caron, M. Cussion, J. St Jacques, P. Brochu)
- 1987 1.2.3.4 (D. Lockwood, A. Ceccarelli, T. Eliez, T. Kennedy)
- 1990 Phoenix 90 (D. Lockwood, J.-M. Ecay, L. Pontieux, L. Vernerey)
- 1991 Lune Froide (soundtrack) (D. Lockwood, J.-M. Ecay, H. Ripoll)
- 1992 Caron – Écay – Lockwood (D. Lockwood, A. Caron, J.-M. Ecay)
- 1993 Didier Lockwood Group (D. Lockwood, J.-M. Ecay, L. Pontieux, L. Verneray)
- 1994 Solal – Lockwood (D. Lockwood, M. Solal)

Le Onztet de Violon Jazz
- 1995 New York Rendez-Vous (D. Lockwood, Dave Holland, P. Erskine, Dave Liebman, M. Stern)

Chansons pour les Enfants
- 1996 Storyboard (D. Lockwood, J. DeFrancesco, J. Genius, S. Gadd)
- 1998 Round About Silence (D. Lockwood, A. Charlier, B. Sourisse, M.-M. Le Bévillon)
- 1999 Best of Didier Lockwood (D. Lockwood, D. Holland, J.-M. Ecay, A. Ceccarelli, C. McBee, T. Kennedy, M. Stern, P. Erskine, D. Liebman, Uzeb)

Excalibur (D. Lockwood, A. Simon, J. Dietrich)
- 2000 Tribute to Stéphane Grappelli (D. Lockwood, B. Lagrene, N.-H. Ørsted Pedersen)
- 2001 Omkara (D. Lockwood, R. Manet, C. Casadesus, Murugan)
- 2003 Les Enfants de la Pluie (soundtrack) (D. Lockwood, C. Casadesus, l’Orchestre Symphonique Bulgare)

Globe-Trotter (2CD) (D. Lockwood, B. Sourisse, A. Charlier, S. Guillaume)
- 2004 Hypnoses (D. Lockwood, l’Orchestre Symphonique d'Omsk)
- 2005 Concerti pour Violon et Piano

Concerto pour Violon, Les Mouettes
Concerto pour Piano (D. Lockwood, D. Kramer, l'Orchestre Symphonique d'Omsk)
- 2006 Waltz Club (D. Lockwood, M. Azzola)

Best of Didier Lockwood
Le Jazz et la Diva (D. Lockwood, C. Casadesus)
- 2007 La Reine Solei
- 2008 For Stéphane (D. Lockwood, D. D. Bridgewater, T. Thielemans, M. Solal, M. Azzola, D. Humair, R. Urtreger, B. Lagrène, A. Ceccarelli, M. Taylor, M. Fosset, P. Caratini, J.-P. Viret, S. Luc, Romane, P. Blanchard)

Le Jazz et la Diva Opus 2 (D. Lockwood, C. Casadesus)
- 2009 Brothers (D. Lockwood, F. Lockwood)
- 2009 A Tribute To Zbigniew Seifert - Jarek Śmietana Band (Jerry Goodman, Krzesimir Dębski, Christian Howes, Mark Feldman, Maciej Strzelczyk, Adam Bałdych, Pierre Blanchard, Mateusz Smoczyński: JSR Records – JSR 0011)